# Лупенко, Александра Николаевна
Алекса́ндра Никола́евна Лупе́нко (17 августа 1920, Талицкий Чамлык, Тамбовская губерния — 1 января 2012, Липецк) — колхозница колхоза имени Нестерова Добринского района Липецкой области. Герой Социалистического Труда (1965). Депутат Верховного Совета СССР 7 созыва.

## Биография
Родилась 17 августа 1920 года в многодетной крестьянской семье в селе Талицкий Чамлык (сегодня — Добринский район Липецкой области). В 1936 году окончила семилетнюю школу, после чего устроилась на работу в колхоз имени Нестерова Добринского района. Работала свекловодом в звене из 16 человек. В 40-е годы XX столетия свекловодческое звено получало со своего участка около 100—120 центнеров сахарной свеклы. В конце 50-х годов столетия звено, в котором работала Александра Лупенко, ежегодно собирало в среднем около 500 центнеров сахарной свеклы с каждого гектара.
В 1965 году свекловодческое звено в трудных погодных условиях собрало рекордный урожай сахарной свеклы — в среднем по 250 центнеров сахарной свеклы с каждого гектара с участка площадью 63 гектара, при этом Александра Лупенко на своём участке собрала в среднем по 383 центнера с каждого гектара. За эти выдающиеся трудовые достижения была удостоена в этом же году звания Героя Социалистического Труда «за успехи, достигнутые в повышении урожайности, увеличении производства и заготовок сахарной свеклы».
Избиралась депутатом Верховного Совета СССР 7-го созыва (1966—1970) от Грязинского избирательного округа № 226, липецкого областного Совета народных депутатов и делегатом XXIV съезда КПСС.
В 1983 году вышла на пенсию. Скончалась 1 января 2012 года.

## Награды
- Герой Социалистического Труда — указом Президиума Верховного Совета СССР от 31 декабря 1965 года
- Орден Ленина (дважды — 1965, 1973)
- Орден Октябрьской Революции
- Серебряная медаль ВДНХ (дважды — 1967, 1969)